# Internationaal Fonds voor Landbouwontwikkeling
Het Internationaal Fonds voor Landbouwontwikkeling (International Fund for Agricultural Development, IFAD) is een gespecialiseerde organisatie van de Verenigde Naties.
Het fonds is opgericht in 1977 als reactie op de slechte toestand in de Sahel. Het primaire doel van de organisatie is "...het leveren van directe ondersteuning en de mobilisatie van additionele goederen en diensten voor programma's die speciaal ontworpen zijn om de economische ontwikkeling van arme boeren te steunen, voornamelijk door het bevorderen van efficiënt gebruik van de bodem en het ontwikkelen van activiteiten naast de landbouw".